# Gruppspelet i Uefa Champions League 2020/2021
Gruppspelet i Uefa Champions League 2020/2021 spelades mellan den 20 oktober och den 9 december 2020, totalt 32 lag deltog i gruppspelet.

## Gruppspel

### Grupp A
| Nr | Lag               | S | V | O | F | GM | IM | MS  | P  |
| -- | ----------------- | - | - | - | - | -- | -- | --- | -- |
| 1  | Bayern München    | 6 | 5 | 1 | 0 | 18 | 5  | +13 | 16 |
| 2  | Atlético Madrid   | 6 | 2 | 3 | 1 | 7  | 8  | −1  | 9  |
| 3  | Red Bull Salzburg | 6 | 1 | 1 | 4 | 10 | 17 | −7  | 4  |
| 4  | Lokomotiv Moskva  | 6 | 0 | 3 | 3 | 5  | 10 | −5  | 3  |

|       | 21 oktober 2020 | Red Bull Salzburg                           | 2 – 2           | Lokomotiv Moskva               | Stadion Wals-Siezenheim                                                |                                                                        |
| 18:55 | 18:55           | Dominik Szoboszlai 45′ Zlatko Junuzović 50′ | (1 – 1) Rapport | 19′ Eder 75′ Vitaly Lisakovich | Wals-Siezenheim Publik: 3 000 Domare: Serdar Gözübüyük (Nederländerna) | Wals-Siezenheim Publik: 3 000 Domare: Serdar Gözübüyük (Nederländerna) |
| 18:55 | 18:55           |                                             |                 |                                | Wals-Siezenheim Publik: 3 000 Domare: Serdar Gözübüyük (Nederländerna) | Wals-Siezenheim Publik: 3 000 Domare: Serdar Gözübüyük (Nederländerna) |
| 18:55 | 18:55           |                                             |                 |                                | Wals-Siezenheim Publik: 3 000 Domare: Serdar Gözübüyük (Nederländerna) | Wals-Siezenheim Publik: 3 000 Domare: Serdar Gözübüyük (Nederländerna) |

|       | 21 oktober 2020 | Bayern München                                                 | 4 – 0           | Atlético Madrid | Allianz Arena                                      |                                                    |
| 21:00 | 21:00           | Kingsley Coman 28′, 72′ Leon Goretzka 41′ Corentin Tolisso 66′ | (2 – 0) Rapport |                 | München Publik: 0 Domare: Michael Oliver (England) | München Publik: 0 Domare: Michael Oliver (England) |
| 21:00 | 21:00           |                                                                |                 |                 | München Publik: 0 Domare: Michael Oliver (England) | München Publik: 0 Domare: Michael Oliver (England) |
| 21:00 | 21:00           |                                                                |                 |                 | München Publik: 0 Domare: Michael Oliver (England) | München Publik: 0 Domare: Michael Oliver (England) |

|       | 27 oktober 2020 | Lokomotiv Moskva    | 1 – 2           | Bayern München                       | RZD Arena                                             |                                                       |
| 18:55 | 18:55           | Anton Mirantjuk 70′ | (0 – 1) Rapport | 13′ Leon Goretzka 79′ Joshua Kimmich | Moskva Publik: 8 196 Domare: István Kovács (Rumänien) | Moskva Publik: 8 196 Domare: István Kovács (Rumänien) |
| 18:55 | 18:55           |                     |                 |                                      | Moskva Publik: 8 196 Domare: István Kovács (Rumänien) | Moskva Publik: 8 196 Domare: István Kovács (Rumänien) |
| 18:55 | 18:55           |                     |                 |                                      | Moskva Publik: 8 196 Domare: István Kovács (Rumänien) | Moskva Publik: 8 196 Domare: István Kovács (Rumänien) |

|       | 27 oktober 2020 | Atlético Madrid                         | 3 – 2           | Red Bull Salzburg                        | Wanda Metropolitano                                |                                                    |
| 21:00 | 21:00           | Marcos Llorente 29′ João Félix 52′, 85′ | (1 – 1) Rapport | 40′ Dominik Szoboszlai 47′ (sjm.) Felipe | Madrid Publik: 0 Domare: Ovidiu Hațegan (Rumänien) | Madrid Publik: 0 Domare: Ovidiu Hațegan (Rumänien) |
| 21:00 | 21:00           |                                         |                 |                                          | Madrid Publik: 0 Domare: Ovidiu Hațegan (Rumänien) | Madrid Publik: 0 Domare: Ovidiu Hațegan (Rumänien) |
| 21:00 | 21:00           |                                         |                 |                                          | Madrid Publik: 0 Domare: Ovidiu Hațegan (Rumänien) | Madrid Publik: 0 Domare: Ovidiu Hațegan (Rumänien) |

|       | 3 november 2020 | Lokomotiv Moskva           | 1 – 1           | Atlético Madrid  | RZD Arena                                               |                                                         |
| 18:55 | 18:55           | Anton Miranchuk 25′ (str.) | (1 – 1) Rapport | 18′ José Giménez | Moskva Publik: 8 147 Domare: Benoît Bastien (Frankrike) | Moskva Publik: 8 147 Domare: Benoît Bastien (Frankrike) |
| 18:55 | 18:55           |                            |                 |                  | Moskva Publik: 8 147 Domare: Benoît Bastien (Frankrike) | Moskva Publik: 8 147 Domare: Benoît Bastien (Frankrike) |
| 18:55 | 18:55           |                            |                 |                  | Moskva Publik: 8 147 Domare: Benoît Bastien (Frankrike) | Moskva Publik: 8 147 Domare: Benoît Bastien (Frankrike) |

|       | 3 november 2020 | Red Bull Salzburg                    | 2 – 6           | Bayern München | Stadion Wals-Siezenheim                                          |                                                                  |
| 21:00 | 21:00           | Mërgim Berisha 4′ Masaya Okugawa 66′ | (1 – 2) Rapport | 21′ (str.), 88′ Robert Lewandowski 44′ (sjm.) Rasmus Kristensen 79′ Jérôme Boateng 83′ Leroy Sané 90+2′ Lucas Hernandez | Wals-Siezenheim Publik: 0 Domare: Danny Makkelie (Nederländerna) | Wals-Siezenheim Publik: 0 Domare: Danny Makkelie (Nederländerna) |
| 21:00 | 21:00           |                                      |                 | | Wals-Siezenheim Publik: 0 Domare: Danny Makkelie (Nederländerna) | Wals-Siezenheim Publik: 0 Domare: Danny Makkelie (Nederländerna) |
| 21:00 | 21:00           |                                      |                 | | Wals-Siezenheim Publik: 0 Domare: Danny Makkelie (Nederländerna) | Wals-Siezenheim Publik: 0 Domare: Danny Makkelie (Nederländerna) |

|       | 25 november 2020 | Atlético Madrid | 0 – 0   | Lokomotiv Moskva | Wanda Metropolitano                                |                                                    |
| 21:00 | 21:00            |                 | Rapport |                  | Madrid Publik: 0 Domare: Slavko Vinčić (Slovenien) | Madrid Publik: 0 Domare: Slavko Vinčić (Slovenien) |
| 21:00 | 21:00            |                 |         |                  | Madrid Publik: 0 Domare: Slavko Vinčić (Slovenien) | Madrid Publik: 0 Domare: Slavko Vinčić (Slovenien) |
| 21:00 | 21:00            |                 |         |                  | Madrid Publik: 0 Domare: Slavko Vinčić (Slovenien) | Madrid Publik: 0 Domare: Slavko Vinčić (Slovenien) |

|       | 25 november 2020 | Bayern München                                           | 3 – 1           | Red Bull Salzburg  | Allianz Arena                                    |                                                  |
| 21:00 | 21:00            | Robert Lewandowski 43′ Kingsley Coman 52′ Leroy Sané 68′ | (1 – 0) Rapport | 73′ Mërgim Berisha | München Publik: 0 Domare: Orel Grinfeld (Israel) | München Publik: 0 Domare: Orel Grinfeld (Israel) |
| 21:00 | 21:00            |                                                          |                 |                    | München Publik: 0 Domare: Orel Grinfeld (Israel) | München Publik: 0 Domare: Orel Grinfeld (Israel) |
| 21:00 | 21:00            |                                                          |                 |                    | München Publik: 0 Domare: Orel Grinfeld (Israel) | München Publik: 0 Domare: Orel Grinfeld (Israel) |

|       | 1 december 2020 | Lokomotiv Moskva           | 1 – 3           | Red Bull Salzburg                         | RZD Arena                                            |                                                      |
| 18:55 | 18:55           | Anton Mirantjuk 79′ (str.) | (0 – 2) Rapport | 28′, 41′ Mërgim Berisha 81′ Karim Adeyemi | Moskva Publik: 6 759 Domare: Ali Palabıyık (Turkiet) | Moskva Publik: 6 759 Domare: Ali Palabıyık (Turkiet) |
| 18:55 | 18:55           |                            |                 |                                           | Moskva Publik: 6 759 Domare: Ali Palabıyık (Turkiet) | Moskva Publik: 6 759 Domare: Ali Palabıyık (Turkiet) |
| 18:55 | 18:55           |                            |                 |                                           | Moskva Publik: 6 759 Domare: Ali Palabıyık (Turkiet) | Moskva Publik: 6 759 Domare: Ali Palabıyık (Turkiet) |

|       | 1 december 2020 | Atlético Madrid | 1 – 1           | Bayern München           | Wanda Metropolitano                                 |                                                     |
| 21:00 | 21:00           | João Félix 26′  | (1 – 0) Rapport | 86′ (str.) Thomas Müller | Madrid Publik: 0 Domare: Clément Turpin (Frankrike) | Madrid Publik: 0 Domare: Clément Turpin (Frankrike) |
| 21:00 | 21:00           |                 |                 |                          | Madrid Publik: 0 Domare: Clément Turpin (Frankrike) | Madrid Publik: 0 Domare: Clément Turpin (Frankrike) |
| 21:00 | 21:00           |                 |                 |                          | Madrid Publik: 0 Domare: Clément Turpin (Frankrike) | Madrid Publik: 0 Domare: Clément Turpin (Frankrike) |

|       | 9 december 2020 | Bayern München                               | 2 – 0           | Lokomotiv Moskva | Allianz Arena                                      |                                                    |
| 21:00 | 21:00           | Niklas Süle 63′ Eric Maxim Choupo-Moting 80′ | (0 – 0) Rapport |                  | München Publik: 0 Domare: Sandro Schärer (Schweiz) | München Publik: 0 Domare: Sandro Schärer (Schweiz) |
| 21:00 | 21:00           |                                              |                 |                  | München Publik: 0 Domare: Sandro Schärer (Schweiz) | München Publik: 0 Domare: Sandro Schärer (Schweiz) |
| 21:00 | 21:00           |                                              |                 |                  | München Publik: 0 Domare: Sandro Schärer (Schweiz) | München Publik: 0 Domare: Sandro Schärer (Schweiz) |

|       | 9 december 2020 | Red Bull Salzburg | 0 – 2           | Atlético Madrid                                 | Stadion Wals-Siezenheim                                    |                                                            |
| 21:00 | 21:00           |                   | (0 – 1) Rapport | 39′ Mario Hermoso 86′ Yannick Ferreira Carrasco | Wals-Siezenheim Publik: 0 Domare: Anthony Taylor (England) | Wals-Siezenheim Publik: 0 Domare: Anthony Taylor (England) |
| 21:00 | 21:00           |                   |                 |                                                 | Wals-Siezenheim Publik: 0 Domare: Anthony Taylor (England) | Wals-Siezenheim Publik: 0 Domare: Anthony Taylor (England) |
| 21:00 | 21:00           |                   |                 |                                                 | Wals-Siezenheim Publik: 0 Domare: Anthony Taylor (England) | Wals-Siezenheim Publik: 0 Domare: Anthony Taylor (England) |

### Grupp B
| Nr | Lag                      | S | V | O | F | GM | IM | MS | P  |
| -- | ------------------------ | - | - | - | - | -- | -- | -- | -- |
| 1  | Real Madrid              | 6 | 3 | 1 | 2 | 11 | 9  | +2 | 10 |
| 2  | Borussia Mönchengladbach | 6 | 2 | 2 | 2 | 16 | 9  | +7 | 8  |
| 3  | Sjachtar Donetsk         | 6 | 2 | 2 | 2 | 5  | 12 | −7 | 8  |
| 4  | Inter                    | 6 | 1 | 3 | 2 | 7  | 9  | −2 | 6  |

|       | 21 oktober 2020 | Real Madrid                         | 2 – 3           | Sjachtar Donetsk                                     | Alfredo Di Stéfano                                 |                                                    |
| 18:55 | 18:55           | Luka Modrić 54′ Vinícius Júnior 59′ | (0 – 3) Rapport | 29′ Tetê 33′ (sjm.) Raphaël Varane 42′ Manor Solomon | Madrid Publik: 0 Domare: Srđan Jovanović (Serbien) | Madrid Publik: 0 Domare: Srđan Jovanović (Serbien) |
| 18:55 | 18:55           |                                     |                 |                                                      | Madrid Publik: 0 Domare: Srđan Jovanović (Serbien) | Madrid Publik: 0 Domare: Srđan Jovanović (Serbien) |
| 18:55 | 18:55           |                                     |                 |                                                      | Madrid Publik: 0 Domare: Srđan Jovanović (Serbien) | Madrid Publik: 0 Domare: Srđan Jovanović (Serbien) |

|       | 21 oktober 2020 | Inter                  | 2 – 2           | Borussia Mönchengladbach                     | San Siro                                                   |                                                            |
| 21:00 | 21:00           | Romelu Lukaku 49′, 90′ | (0 – 0) Rapport | 63′ (str.) Ramy Bensebaini 84′ Jonas Hofmann | Milano Publik: 1 000 Domare: Björn Kuipers (Nederländerna) | Milano Publik: 1 000 Domare: Björn Kuipers (Nederländerna) |
| 21:00 | 21:00           |                        |                 |                                              | Milano Publik: 1 000 Domare: Björn Kuipers (Nederländerna) | Milano Publik: 1 000 Domare: Björn Kuipers (Nederländerna) |
| 21:00 | 21:00           |                        |                 |                                              | Milano Publik: 1 000 Domare: Björn Kuipers (Nederländerna) | Milano Publik: 1 000 Domare: Björn Kuipers (Nederländerna) |

|       | 27 oktober 2020 | Sjachtar Donetsk | 0 – 0   | Inter | Kievs olympiastadion                                   |                                                        |
| 18:55 | 18:55           |                  | Rapport |       | Kiev Publik: 10 178 Domare: Georgi Kabakov (Bulgarien) | Kiev Publik: 10 178 Domare: Georgi Kabakov (Bulgarien) |
| 18:55 | 18:55           |                  |         |       | Kiev Publik: 10 178 Domare: Georgi Kabakov (Bulgarien) | Kiev Publik: 10 178 Domare: Georgi Kabakov (Bulgarien) |
| 18:55 | 18:55           |                  |         |       | Kiev Publik: 10 178 Domare: Georgi Kabakov (Bulgarien) | Kiev Publik: 10 178 Domare: Georgi Kabakov (Bulgarien) |

|       | 27 oktober 2020 | Borussia Mönchengladbach | 2 – 2           | Real Madrid                      | Borussia-Park                                            |                                                          |
| 21:00 | 21:00           | Marcus Thuram 33′, 58′   | (1 – 0) Rapport | 87′ Karim Benzema 90+3′ Casemiro | Mönchengladbach Publik: 0 Domare: Orel Grinfeld (Israel) | Mönchengladbach Publik: 0 Domare: Orel Grinfeld (Israel) |
| 21:00 | 21:00           |                          |                 |                                  | Mönchengladbach Publik: 0 Domare: Orel Grinfeld (Israel) | Mönchengladbach Publik: 0 Domare: Orel Grinfeld (Israel) |
| 21:00 | 21:00           |                          |                 |                                  | Mönchengladbach Publik: 0 Domare: Orel Grinfeld (Israel) | Mönchengladbach Publik: 0 Domare: Orel Grinfeld (Israel) |

|       | 3 november 2020 | Sjachtar Donetsk | 0 – 6           | Borussia Mönchengladbach                                                                 | Kievs olympiastadion                                    |                                                         |
| 18:55 | 18:55           |                  | (0 – 4) Rapport | 8′, 26′, 78′ Alassane Pléa 17′ (sjm.) Valeriy Bondar 44′ Ramy Bensebaini 65′ Lars Stindl | Kiev Publik: 0 Domare: Serdar Gözübüyük (Nederländerna) | Kiev Publik: 0 Domare: Serdar Gözübüyük (Nederländerna) |
| 18:55 | 18:55           |                  |                 |                                                                                          | Kiev Publik: 0 Domare: Serdar Gözübüyük (Nederländerna) | Kiev Publik: 0 Domare: Serdar Gözübüyük (Nederländerna) |
| 18:55 | 18:55           |                  |                 |                                                                                          | Kiev Publik: 0 Domare: Serdar Gözübüyük (Nederländerna) | Kiev Publik: 0 Domare: Serdar Gözübüyük (Nederländerna) |

|       | 3 november 2020 | Real Madrid                                    | 3 – 2           | Inter                                 | Alfredo Di Stéfano                                  |                                                     |
| 21:00 | 21:00           | Karim Benzema 25′ Sergio Ramos 33′ Rodrygo 80′ | (2 – 1) Rapport | 35′ Lautaro Martínez 68′ Ivan Perišić | Madrid Publik: 0 Domare: Clément Turpin (Frankrike) | Madrid Publik: 0 Domare: Clément Turpin (Frankrike) |
| 21:00 | 21:00           |                                                |                 |                                       | Madrid Publik: 0 Domare: Clément Turpin (Frankrike) | Madrid Publik: 0 Domare: Clément Turpin (Frankrike) |
| 21:00 | 21:00           |                                                |                 |                                       | Madrid Publik: 0 Domare: Clément Turpin (Frankrike) | Madrid Publik: 0 Domare: Clément Turpin (Frankrike) |

|       | 25 november 2020 | Borussia Mönchengladbach                                                  | 4 – 0           | Sjachtar Donetsk | Borussia-Park                                            |                                                          |
| 18:55 | 18:55            | Lars Stindl 17′ (str.) Nico Elvedi 34′ Breel Embolo 45+1′ Oscar Wendt 77′ | (3 – 0) Rapport |                  | Mönchengladbach Publik: 0 Domare: Cüneyt Çakır (Turkiet) | Mönchengladbach Publik: 0 Domare: Cüneyt Çakır (Turkiet) |
| 18:55 | 18:55            |                                                                           |                 |                  | Mönchengladbach Publik: 0 Domare: Cüneyt Çakır (Turkiet) | Mönchengladbach Publik: 0 Domare: Cüneyt Çakır (Turkiet) |
| 18:55 | 18:55            |                                                                           |                 |                  | Mönchengladbach Publik: 0 Domare: Cüneyt Çakır (Turkiet) | Mönchengladbach Publik: 0 Domare: Cüneyt Çakır (Turkiet) |

|       | 25 november 2020 | Inter | 0 – 2           | Real Madrid                                    | San Siro                                          |                                                   |
| 21:00 | 21:00            |       | (0 – 1) Rapport | 7′ (str.) Eden Hazard 59′ (sjm.) Achraf Hakimi | Milano Publik: 0 Domare: Anthony Taylor (England) | Milano Publik: 0 Domare: Anthony Taylor (England) |
| 21:00 | 21:00            |       |                 |                                                | Milano Publik: 0 Domare: Anthony Taylor (England) | Milano Publik: 0 Domare: Anthony Taylor (England) |
| 21:00 | 21:00            |       |                 |                                                | Milano Publik: 0 Domare: Anthony Taylor (England) | Milano Publik: 0 Domare: Anthony Taylor (England) |

|       | 1 december 2020 | Sjachtar Donetsk               | 2 – 0           | Real Madrid | Kievs olympiastadion                             |                                                  |
| 18:55 | 18:55           | Dentinho 57′ Manor Solomon 82′ | (0 – 0) Rapport |             | Kiev Publik: 0 Domare: Ovidiu Hațegan (Rumänien) | Kiev Publik: 0 Domare: Ovidiu Hațegan (Rumänien) |
| 18:55 | 18:55           |                                |                 |             | Kiev Publik: 0 Domare: Ovidiu Hațegan (Rumänien) | Kiev Publik: 0 Domare: Ovidiu Hațegan (Rumänien) |
| 18:55 | 18:55           |                                |                 |             | Kiev Publik: 0 Domare: Ovidiu Hațegan (Rumänien) | Kiev Publik: 0 Domare: Ovidiu Hațegan (Rumänien) |

|       | 1 december 2020 | Borussia Mönchengladbach | 2 – 3           | Inter                                     | Borussia-Park                                                    |                                                                  |
| 21:00 | 21:00           | Alassane Pléa 45+1′, 76′ | (1 – 1) Rapport | 17′ Matteo Darmian 64′, 73′ Romelu Lukaku | Mönchengladbach Publik: 0 Domare: Danny Makkelie (Nederländerna) | Mönchengladbach Publik: 0 Domare: Danny Makkelie (Nederländerna) |
| 21:00 | 21:00           |                          |                 |                                           | Mönchengladbach Publik: 0 Domare: Danny Makkelie (Nederländerna) | Mönchengladbach Publik: 0 Domare: Danny Makkelie (Nederländerna) |
| 21:00 | 21:00           |                          |                 |                                           | Mönchengladbach Publik: 0 Domare: Danny Makkelie (Nederländerna) | Mönchengladbach Publik: 0 Domare: Danny Makkelie (Nederländerna) |

|       | 9 december 2020 | Real Madrid           | 2 – 0           | Borussia Mönchengladbach | Alfredo Di Stéfano                                     |                                                        |
| 21:00 | 21:00           | Karim Benzema 9′, 32′ | (2 – 0) Rapport |                          | Madrid Publik: 0 Domare: Björn Kuipers (Nederländerna) | Madrid Publik: 0 Domare: Björn Kuipers (Nederländerna) |
| 21:00 | 21:00           |                       |                 |                          | Madrid Publik: 0 Domare: Björn Kuipers (Nederländerna) | Madrid Publik: 0 Domare: Björn Kuipers (Nederländerna) |
| 21:00 | 21:00           |                       |                 |                          | Madrid Publik: 0 Domare: Björn Kuipers (Nederländerna) | Madrid Publik: 0 Domare: Björn Kuipers (Nederländerna) |

|       | 9 december 2020 | Inter Milan | 0 – 0   | Sjachtar Donetsk | San Siro                                           |                                                    |
| 21:00 | 21:00           |             | Rapport |                  | Milano Publik: 0 Domare: Slavko Vinčić (Slovenien) | Milano Publik: 0 Domare: Slavko Vinčić (Slovenien) |
| 21:00 | 21:00           |             |         |                  | Milano Publik: 0 Domare: Slavko Vinčić (Slovenien) | Milano Publik: 0 Domare: Slavko Vinčić (Slovenien) |
| 21:00 | 21:00           |             |         |                  | Milano Publik: 0 Domare: Slavko Vinčić (Slovenien) | Milano Publik: 0 Domare: Slavko Vinčić (Slovenien) |

### Grupp C
| Nr | Lag             | S | V | O | F | GM | IM | MS  | P  |
| -- | --------------- | - | - | - | - | -- | -- | --- | -- |
| 1  | Manchester City | 6 | 5 | 1 | 0 | 13 | 1  | +12 | 16 |
| 2  | Porto           | 6 | 4 | 1 | 1 | 10 | 3  | +7  | 13 |
| 3  | Olympiakos      | 6 | 1 | 0 | 5 | 2  | 10 | −8  | 3  |
| 4  | Marseille       | 6 | 1 | 0 | 5 | 2  | 13 | −11 | 3  |

|       | 21 oktober 2020 | Manchester City                                               | 3 – 1           | Porto         | City of Manchester Stadium                               |                                                          |
| 21:00 | 21:00           | Sergio Agüero 20′ (str.) İlkay Gündoğan 65′ Ferran Torres 73′ | (1 – 1) Rapport | 14′ Luis Díaz | Manchester Publik: 0 Domare: Andris Treimanis (Lettland) | Manchester Publik: 0 Domare: Andris Treimanis (Lettland) |
| 21:00 | 21:00           |                                                               |                 |               | Manchester Publik: 0 Domare: Andris Treimanis (Lettland) | Manchester Publik: 0 Domare: Andris Treimanis (Lettland) |
| 21:00 | 21:00           |                                                               |                 |               | Manchester Publik: 0 Domare: Andris Treimanis (Lettland) | Manchester Publik: 0 Domare: Andris Treimanis (Lettland) |

|       | 21 oktober 2020 | Olympiakos         | 1 – 0           | Marseille | Karaiskakis Stadium                               |                                                   |
| 21:00 | 21:00           | Ahmed Hassan 90+1′ | (0 – 0) Rapport |           | Pireus Publik: 0 Domare: Daniele Orsato (Italien) | Pireus Publik: 0 Domare: Daniele Orsato (Italien) |
| 21:00 | 21:00           |                    |                 |           | Pireus Publik: 0 Domare: Daniele Orsato (Italien) | Pireus Publik: 0 Domare: Daniele Orsato (Italien) |
| 21:00 | 21:00           |                    |                 |           | Pireus Publik: 0 Domare: Daniele Orsato (Italien) | Pireus Publik: 0 Domare: Daniele Orsato (Italien) |

|       | 27 oktober 2020 | Porto                                | 2 – 0           | Olympiakos | Estádio do Dragão                                     |                                                       |
| 21:00 | 21:00           | Fábio Vieira 11′ Sérgio Oliveira 85′ | (1 – 0) Rapport |            | Porto Publik: 2 450 Domare: Daniel Siebert (Tyskland) | Porto Publik: 2 450 Domare: Daniel Siebert (Tyskland) |
| 21:00 | 21:00           |                                      |                 |            | Porto Publik: 2 450 Domare: Daniel Siebert (Tyskland) | Porto Publik: 2 450 Domare: Daniel Siebert (Tyskland) |
| 21:00 | 21:00           |                                      |                 |            | Porto Publik: 2 450 Domare: Daniel Siebert (Tyskland) | Porto Publik: 2 450 Domare: Daniel Siebert (Tyskland) |

|       | 27 oktober 2020 | Marseille | 0 – 3           | Manchester City                                          | Stade Vélodrome                                       |                                                       |
| 21:00 | 21:00           |           | (0 – 1) Rapport | 18′ Ferran Torres 76′ İlkay Gündoğan 81′ Raheem Sterling | Marseille Publik: 0 Domare: Tobias Stieler (Tyskland) | Marseille Publik: 0 Domare: Tobias Stieler (Tyskland) |
| 21:00 | 21:00           |           |                 |                                                          | Marseille Publik: 0 Domare: Tobias Stieler (Tyskland) | Marseille Publik: 0 Domare: Tobias Stieler (Tyskland) |
| 21:00 | 21:00           |           |                 |                                                          | Marseille Publik: 0 Domare: Tobias Stieler (Tyskland) | Marseille Publik: 0 Domare: Tobias Stieler (Tyskland) |

|       | 3 november 2020 | Manchester City                                      | 3 – 0           | Olympiakos | City of Manchester Stadium                                     |                                                                |
| 21:00 | 21:00           | Ferran Torres 12′ Gabriel Jesus 81′ João Cancelo 90′ | (1 – 0) Rapport |            | Manchester Publik: 0 Domare: Carlos del Cerro Grande (Spanien) | Manchester Publik: 0 Domare: Carlos del Cerro Grande (Spanien) |
| 21:00 | 21:00           |                                                      |                 |            | Manchester Publik: 0 Domare: Carlos del Cerro Grande (Spanien) | Manchester Publik: 0 Domare: Carlos del Cerro Grande (Spanien) |
| 21:00 | 21:00           |                                                      |                 |            | Manchester Publik: 0 Domare: Carlos del Cerro Grande (Spanien) | Manchester Publik: 0 Domare: Carlos del Cerro Grande (Spanien) |

|       | 3 november 2020 | Porto                                                     | 3 – 0           | Marseille | Estádio do Dragão                                     |                                                       |
| 21:00 | 21:00           | Moussa Marega 4′ Sérgio Oliveira 28′ (str.) Luis Díaz 69′ | (2 – 0) Rapport |           | Porto Publik: 0 Domare: Antonio Mateu Lahoz (Spanien) | Porto Publik: 0 Domare: Antonio Mateu Lahoz (Spanien) |
| 21:00 | 21:00           |                                                           |                 |           | Porto Publik: 0 Domare: Antonio Mateu Lahoz (Spanien) | Porto Publik: 0 Domare: Antonio Mateu Lahoz (Spanien) |
| 21:00 | 21:00           |                                                           |                 |           | Porto Publik: 0 Domare: Antonio Mateu Lahoz (Spanien) | Porto Publik: 0 Domare: Antonio Mateu Lahoz (Spanien) |

|       | 25 november 2020 | Olympiakos | 0 – 1           | Manchester City | Karaiskakis Stadium                             |                                                 |
| 18:55 | 18:55            |            | (0 – 1) Rapport | 36′ Phil Foden  | Pireus Publik: 0 Domare: Davide Massa (Italien) | Pireus Publik: 0 Domare: Davide Massa (Italien) |
| 18:55 | 18:55            |            |                 |                 | Pireus Publik: 0 Domare: Davide Massa (Italien) | Pireus Publik: 0 Domare: Davide Massa (Italien) |
| 18:55 | 18:55            |            |                 |                 | Pireus Publik: 0 Domare: Davide Massa (Italien) | Pireus Publik: 0 Domare: Davide Massa (Italien) |

|       | 25 november 2020 | Marseille | 0 – 2           | Porto                                       | Stade Vélodrome                                      |                                                      |
| 21:00 | 21:00            |           | (0 – 1) Rapport | 39′ Zaidu Sanusi 72′ (str.) Sérgio Oliveira | Marseille Publik: 0 Domare: Andreas Ekberg (Sverige) | Marseille Publik: 0 Domare: Andreas Ekberg (Sverige) |
| 21:00 | 21:00            |           |                 |                                             | Marseille Publik: 0 Domare: Andreas Ekberg (Sverige) | Marseille Publik: 0 Domare: Andreas Ekberg (Sverige) |
| 21:00 | 21:00            |           |                 |                                             | Marseille Publik: 0 Domare: Andreas Ekberg (Sverige) | Marseille Publik: 0 Domare: Andreas Ekberg (Sverige) |

|       | 1 december 2020 | Marseille                            | 2 – 1           | Olympiakos      | Stade Vélodrome                                         |                                                         |
| 21:00 | 21:00           | Dimitri Payet 55′ (str.), 75′ (str.) | (0 – 1) Rapport | 33′ Mady Camara | Marseille Publik: 0 Domare: Jesús Gil Manzano (Spanien) | Marseille Publik: 0 Domare: Jesús Gil Manzano (Spanien) |
| 21:00 | 21:00           |                                      |                 |                 | Marseille Publik: 0 Domare: Jesús Gil Manzano (Spanien) | Marseille Publik: 0 Domare: Jesús Gil Manzano (Spanien) |
| 21:00 | 21:00           |                                      |                 |                 | Marseille Publik: 0 Domare: Jesús Gil Manzano (Spanien) | Marseille Publik: 0 Domare: Jesús Gil Manzano (Spanien) |

|       | 1 december 2020 | Porto | 0 – 0   | Manchester City | Estádio do Dragão                                     |                                                       |
| 21:00 | 21:00           |       | Rapport |                 | Porto Publik: 0 Domare: Björn Kuipers (Nederländerna) | Porto Publik: 0 Domare: Björn Kuipers (Nederländerna) |
| 21:00 | 21:00           |       |         |                 | Porto Publik: 0 Domare: Björn Kuipers (Nederländerna) | Porto Publik: 0 Domare: Björn Kuipers (Nederländerna) |
| 21:00 | 21:00           |       |         |                 | Porto Publik: 0 Domare: Björn Kuipers (Nederländerna) | Porto Publik: 0 Domare: Björn Kuipers (Nederländerna) |

|       | 9 december 2020 | Manchester City                                       | 3 – 0           | Marseille | City of Manchester Stadium                              |                                                         |
| 21:00 | 21:00           | Ferran Torres 48′ Sergio Agüero 77′ Álvaro 90′ (sjm.) | (0 – 0) Rapport |           | Manchester Publik: 0 Domare: Halil Umut Meler (Turkiet) | Manchester Publik: 0 Domare: Halil Umut Meler (Turkiet) |
| 21:00 | 21:00           |                                                       |                 |           | Manchester Publik: 0 Domare: Halil Umut Meler (Turkiet) | Manchester Publik: 0 Domare: Halil Umut Meler (Turkiet) |
| 21:00 | 21:00           |                                                       |                 |           | Manchester Publik: 0 Domare: Halil Umut Meler (Turkiet) | Manchester Publik: 0 Domare: Halil Umut Meler (Turkiet) |

|       | 9 december 2020 | Olympiakos | 0 – 2           | Porto                              | Karaiskakis Stadium                             |                                                 |
| 21:00 | 21:00           |            | (0 – 1) Rapport | 10′ (str.) Otávio 77′ Mateus Uribe | Pireus Publik: 0 Domare: Felix Brych (Tyskland) | Pireus Publik: 0 Domare: Felix Brych (Tyskland) |
| 21:00 | 21:00           |            |                 |                                    | Pireus Publik: 0 Domare: Felix Brych (Tyskland) | Pireus Publik: 0 Domare: Felix Brych (Tyskland) |
| 21:00 | 21:00           |            |                 |                                    | Pireus Publik: 0 Domare: Felix Brych (Tyskland) | Pireus Publik: 0 Domare: Felix Brych (Tyskland) |

### Grupp D
| Nr | Lag            | S | V | O | F | GM | IM | MS | P  |
| -- | -------------- | - | - | - | - | -- | -- | -- | -- |
| 1  | Liverpool      | 6 | 4 | 1 | 1 | 11 | 3  | +8 | 13 |
| 2  | Atalanta       | 6 | 3 | 2 | 1 | 10 | 8  | +2 | 11 |
| 3  | Ajax           | 6 | 2 | 1 | 3 | 7  | 7  | 0  | 7  |
| 4  | FC Midtjylland | 6 | 0 | 2 | 4 | 4  | 13 | −9 | 2  |

|       | 21 oktober 2020 | Ajax | 0 – 1           | Liverpool                     | Johan Cruyff Arena                                 |                                                    |
| 21:00 | 21:00           |      | (0 – 1) Rapport | 35′ (sjm.) Nicolás Tagliafico | Amsterdam Publik: 0 Domare: Felix Brych (Tyskland) | Amsterdam Publik: 0 Domare: Felix Brych (Tyskland) |
| 21:00 | 21:00           |      |                 |                               | Amsterdam Publik: 0 Domare: Felix Brych (Tyskland) | Amsterdam Publik: 0 Domare: Felix Brych (Tyskland) |
| 21:00 | 21:00           |      |                 |                               | Amsterdam Publik: 0 Domare: Felix Brych (Tyskland) | Amsterdam Publik: 0 Domare: Felix Brych (Tyskland) |

|       | 21 oktober 2020 | FC Midtjylland | 0 – 4           | Atalanta                                                              | MCH Arena                                                |                                                          |
| 21:00 | 21:00           |                | (0 – 3) Rapport | 26′ Duván Zapata 36′ Papu Gómez 42′ Luis Muriel 89′ Aleksei Miranchuk | Herning Publik: 132 Domare: Artur Soares Dias (Portugal) | Herning Publik: 132 Domare: Artur Soares Dias (Portugal) |
| 21:00 | 21:00           |                |                 |                                                                       | Herning Publik: 132 Domare: Artur Soares Dias (Portugal) | Herning Publik: 132 Domare: Artur Soares Dias (Portugal) |
| 21:00 | 21:00           |                |                 |                                                                       | Herning Publik: 132 Domare: Artur Soares Dias (Portugal) | Herning Publik: 132 Domare: Artur Soares Dias (Portugal) |

|       | 27 oktober 2020 | Liverpool                                 | 2 – 0           | FC Midtjylland | Anfield                                              |                                                      |
| 21:00 | 21:00           | Diogo Jota 55′ Mohamed Salah 90+3′ (str.) | (0 – 0) Rapport |                | Liverpool Publik: 0 Domare: Paweł Raczkowski (Polen) | Liverpool Publik: 0 Domare: Paweł Raczkowski (Polen) |
| 21:00 | 21:00           |                                           |                 |                | Liverpool Publik: 0 Domare: Paweł Raczkowski (Polen) | Liverpool Publik: 0 Domare: Paweł Raczkowski (Polen) |
| 21:00 | 21:00           |                                           |                 |                | Liverpool Publik: 0 Domare: Paweł Raczkowski (Polen) | Liverpool Publik: 0 Domare: Paweł Raczkowski (Polen) |

|       | 27 oktober 2020 | Atalanta              | 2 – 2           | Ajax                                      | Stadio Atleti Azzurri d'Italia                      |                                                     |
| 21:00 | 21:00           | Duván Zapata 54′, 60′ | (0 – 2) Rapport | 30′ (str.) Dušan Tadić 38′ Lassina Traoré | Bergamo Publik: 0 Domare: Damir Skomina (Slovenien) | Bergamo Publik: 0 Domare: Damir Skomina (Slovenien) |
| 21:00 | 21:00           |                       |                 |                                           | Bergamo Publik: 0 Domare: Damir Skomina (Slovenien) | Bergamo Publik: 0 Domare: Damir Skomina (Slovenien) |
| 21:00 | 21:00           |                       |                 |                                           | Bergamo Publik: 0 Domare: Damir Skomina (Slovenien) | Bergamo Publik: 0 Domare: Damir Skomina (Slovenien) |

|       | 3 november 2020 | FC Midtjylland    | 1 – 2           | Ajax                      | MCH Arena                                            |                                                      |
| 21:00 | 21:00           | Anders Dreyer 18′ | (1 – 2) Rapport | 1′ Antony 13′ Dušan Tadić | Herning Publik: 132 Domare: Bobby Madden (Skottland) | Herning Publik: 132 Domare: Bobby Madden (Skottland) |
| 21:00 | 21:00           |                   |                 |                           | Herning Publik: 132 Domare: Bobby Madden (Skottland) | Herning Publik: 132 Domare: Bobby Madden (Skottland) |
| 21:00 | 21:00           |                   |                 |                           | Herning Publik: 132 Domare: Bobby Madden (Skottland) | Herning Publik: 132 Domare: Bobby Madden (Skottland) |

|       | 3 november 2020 | Atalanta | 0 – 5           | Liverpool                                                 | Stadio Atleti Azzurri d'Italia                      |                                                     |
| 21:00 | 21:00           |          | (0 – 2) Rapport | 16′, 33′, 54′ Diogo Jota 47′ Mohamed Salah 49′ Sadio Mané | Bergamo Publik: 0 Domare: Ovidiu Hațegan (Rumänien) | Bergamo Publik: 0 Domare: Ovidiu Hațegan (Rumänien) |
| 21:00 | 21:00           |          |                 |                                                           | Bergamo Publik: 0 Domare: Ovidiu Hațegan (Rumänien) | Bergamo Publik: 0 Domare: Ovidiu Hațegan (Rumänien) |
| 21:00 | 21:00           |          |                 |                                                           | Bergamo Publik: 0 Domare: Ovidiu Hațegan (Rumänien) | Bergamo Publik: 0 Domare: Ovidiu Hațegan (Rumänien) |

|       | 25 november 2020 | Liverpool | 0 – 2           | Atalanta                          | Anfield                                                       |                                                               |
| 21:00 | 21:00            |           | (0 – 0) Rapport | 60′ Josip Iličić 64′ Robin Gosens | Liverpool Publik: 0 Domare: Carlos del Cerro Grande (Spanien) | Liverpool Publik: 0 Domare: Carlos del Cerro Grande (Spanien) |
| 21:00 | 21:00            |           |                 |                                   | Liverpool Publik: 0 Domare: Carlos del Cerro Grande (Spanien) | Liverpool Publik: 0 Domare: Carlos del Cerro Grande (Spanien) |
| 21:00 | 21:00            |           |                 |                                   | Liverpool Publik: 0 Domare: Carlos del Cerro Grande (Spanien) | Liverpool Publik: 0 Domare: Carlos del Cerro Grande (Spanien) |

|       | 25 november 2020 | Ajax                                                       | 3 – 1           | FC Midtjylland        | Johan Cruyff Arena                                    |                                                       |
| 21:00 | 21:00            | Ryan Gravenberch 47′ Noussair Mazraoui 49′ David Neres 66′ | (0 – 0) Rapport | 80′ (str.) Awer Mabil | Amsterdam Publik: 0 Domare: Sergei Karasev (Ryssland) | Amsterdam Publik: 0 Domare: Sergei Karasev (Ryssland) |
| 21:00 | 21:00            |                                                            |                 |                       | Amsterdam Publik: 0 Domare: Sergei Karasev (Ryssland) | Amsterdam Publik: 0 Domare: Sergei Karasev (Ryssland) |
| 21:00 | 21:00            |                                                            |                 |                       | Amsterdam Publik: 0 Domare: Sergei Karasev (Ryssland) | Amsterdam Publik: 0 Domare: Sergei Karasev (Ryssland) |

|       | 1 december 2020 | Liverpool        | 1 – 0           | Ajax | Anfield                                               |                                                       |
| 21:00 | 21:00           | Curtis Jones 58′ | (0 – 0) Rapport |      | Liverpool Publik: 0 Domare: Tobias Stieler (Tyskland) | Liverpool Publik: 0 Domare: Tobias Stieler (Tyskland) |
| 21:00 | 21:00           |                  |                 |      | Liverpool Publik: 0 Domare: Tobias Stieler (Tyskland) | Liverpool Publik: 0 Domare: Tobias Stieler (Tyskland) |
| 21:00 | 21:00           |                  |                 |      | Liverpool Publik: 0 Domare: Tobias Stieler (Tyskland) | Liverpool Publik: 0 Domare: Tobias Stieler (Tyskland) |

|       | 1 december 2020 | Atalanta            | 1 – 1           | FC Midtjylland       | Stadio Atleti Azzurri d'Italia                               |                                                              |
| 21:00 | 21:00           | Cristian Romero 79′ | (0 – 1) Rapport | 13′ Alexander Scholz | Bergamo Publik: 0 Domare: Anastasios Sidiropoulos (Grekland) | Bergamo Publik: 0 Domare: Anastasios Sidiropoulos (Grekland) |
| 21:00 | 21:00           |                     |                 |                      | Bergamo Publik: 0 Domare: Anastasios Sidiropoulos (Grekland) | Bergamo Publik: 0 Domare: Anastasios Sidiropoulos (Grekland) |
| 21:00 | 21:00           |                     |                 |                      | Bergamo Publik: 0 Domare: Anastasios Sidiropoulos (Grekland) | Bergamo Publik: 0 Domare: Anastasios Sidiropoulos (Grekland) |

|       | 9 december 2020 | Ajax | 0 – 1           | Atalanta        | Johan Cruyff Arena                                            |                                                               |
| 18:55 | 18:55           |      | (0 – 0) Rapport | 85′ Luis Muriel | Amsterdam Publik: 0 Domare: Carlos del Cerro Grande (Spanien) | Amsterdam Publik: 0 Domare: Carlos del Cerro Grande (Spanien) |
| 18:55 | 18:55           |      |                 |                 | Amsterdam Publik: 0 Domare: Carlos del Cerro Grande (Spanien) | Amsterdam Publik: 0 Domare: Carlos del Cerro Grande (Spanien) |
| 18:55 | 18:55           |      |                 |                 | Amsterdam Publik: 0 Domare: Carlos del Cerro Grande (Spanien) | Amsterdam Publik: 0 Domare: Carlos del Cerro Grande (Spanien) |

|       | 9 december 2020 | FC Midtjylland              | 1 – 1           | Liverpool        | MCH Arena                                                 |                                                           |
| 18:55 | 18:55           | Alexander Scholz 62′ (str.) | (0 – 1) Rapport | 1′ Mohamed Salah | Herning Publik: 147 Domare: François Letexier (Frankrike) | Herning Publik: 147 Domare: François Letexier (Frankrike) |
| 18:55 | 18:55           |                             |                 |                  | Herning Publik: 147 Domare: François Letexier (Frankrike) | Herning Publik: 147 Domare: François Letexier (Frankrike) |
| 18:55 | 18:55           |                             |                 |                  | Herning Publik: 147 Domare: François Letexier (Frankrike) | Herning Publik: 147 Domare: François Letexier (Frankrike) |

### Grupp E
| Nr | Lag       | S | V | O | F | GM | IM | MS  | P  |
| -- | --------- | - | - | - | - | -- | -- | --- | -- |
| 1  | Chelsea   | 6 | 4 | 2 | 0 | 14 | 2  | +12 | 14 |
| 2  | Sevilla   | 6 | 4 | 1 | 1 | 9  | 8  | +1  | 13 |
| 3  | Krasnodar | 6 | 1 | 2 | 3 | 6  | 11 | −5  | 5  |
| 4  | Rennes    | 6 | 0 | 1 | 5 | 3  | 11 | −8  | 1  |

|       | 20 oktober 2020 | Chelsea | 0 – 0   | Sevilla | Stamford Bridge                                 |                                                 |
| 21:00 | 21:00           |         | Rapport |         | London Publik: 0 Domare: Davide Massa (Italien) | London Publik: 0 Domare: Davide Massa (Italien) |
| 21:00 | 21:00           |         |         |         | London Publik: 0 Domare: Davide Massa (Italien) | London Publik: 0 Domare: Davide Massa (Italien) |
| 21:00 | 21:00           |         |         |         | London Publik: 0 Domare: Davide Massa (Italien) | London Publik: 0 Domare: Davide Massa (Italien) |

|       | 20 oktober 2020 | Rennes                     | 1 – 1           | Krasnodar            | Roazhon Park                                                    |                                                                 |
| 21:00 | 21:00           | Serhou Guirassy 56′ (str.) | (0 – 0) Rapport | 59′ Cristian Ramírez | Rennes Publik: 4 973 Domare: Anastasios Sidiropoulos (Grekland) | Rennes Publik: 4 973 Domare: Anastasios Sidiropoulos (Grekland) |
| 21:00 | 21:00           |                            |                 |                      | Rennes Publik: 4 973 Domare: Anastasios Sidiropoulos (Grekland) | Rennes Publik: 4 973 Domare: Anastasios Sidiropoulos (Grekland) |
| 21:00 | 21:00           |                            |                 |                      | Rennes Publik: 4 973 Domare: Anastasios Sidiropoulos (Grekland) | Rennes Publik: 4 973 Domare: Anastasios Sidiropoulos (Grekland) |

|       | 28 oktober 2020 | Krasnodar | 0 – 4           | Chelsea                                                                              | Krasnodar Stadium                                        |                                                          |
| 18:55 | 18:55           |           | (0 – 1) Rapport | 37′ Callum Hudson-Odoi 76′ (str.) Timo Werner 79′ Hakim Ziyech 90′ Christian Pulisic | Krasnodar Publik: 10 544 Domare: Ali Palabıyık (Turkiet) | Krasnodar Publik: 10 544 Domare: Ali Palabıyık (Turkiet) |
| 18:55 | 18:55           |           |                 |                                                                                      | Krasnodar Publik: 10 544 Domare: Ali Palabıyık (Turkiet) | Krasnodar Publik: 10 544 Domare: Ali Palabıyık (Turkiet) |
| 18:55 | 18:55           |           |                 |                                                                                      | Krasnodar Publik: 10 544 Domare: Ali Palabıyık (Turkiet) | Krasnodar Publik: 10 544 Domare: Ali Palabıyık (Turkiet) |

|       | 28 oktober 2020 | Sevilla          | 1 – 0           | Rennes | Ramón Sánchez Pizjuán                            |                                                  |
| 21:00 | 21:00           | Luuk de Jong 55′ | (0 – 0) Rapport |        | Sevilla Publik: 0 Domare: Cüneyt Çakır (Turkiet) | Sevilla Publik: 0 Domare: Cüneyt Çakır (Turkiet) |
| 21:00 | 21:00           |                  |                 |        | Sevilla Publik: 0 Domare: Cüneyt Çakır (Turkiet) | Sevilla Publik: 0 Domare: Cüneyt Çakır (Turkiet) |
| 21:00 | 21:00           |                  |                 |        | Sevilla Publik: 0 Domare: Cüneyt Çakır (Turkiet) | Sevilla Publik: 0 Domare: Cüneyt Çakır (Turkiet) |

|       | 4 november 2020 | Sevilla                                     | 3 – 2           | Krasnodar                                           | Ramón Sánchez Pizjuán                            |                                                  |
| 21:00 | 21:00           | Ivan Rakitić 42′ Youssef En-Nesyri 69′, 72′ | (1 – 2) Rapport | 17′ Magomed-Shapi Suleymanov 21′ (str.) Marcus Berg | Sevilla Publik: 0 Domare: Felix Brych (Tyskland) | Sevilla Publik: 0 Domare: Felix Brych (Tyskland) |
| 21:00 | 21:00           |                                             |                 |                                                     | Sevilla Publik: 0 Domare: Felix Brych (Tyskland) | Sevilla Publik: 0 Domare: Felix Brych (Tyskland) |
| 21:00 | 21:00           |                                             |                 |                                                     | Sevilla Publik: 0 Domare: Felix Brych (Tyskland) | Sevilla Publik: 0 Domare: Felix Brych (Tyskland) |

|       | 4 november 2020 | Chelsea                                              | 3 – 0           | Rennes | Stamford Bridge                                  |                                                  |
| 21:00 | 21:00           | Timo Werner 10′ (str.), 41′ (str.) Tammy Abraham 50′ | (2 – 0) Rapport |        | London Publik: 0 Domare: Felix Zwayer (Tyskland) | London Publik: 0 Domare: Felix Zwayer (Tyskland) |
| 21:00 | 21:00           |                                                      |                 |        | London Publik: 0 Domare: Felix Zwayer (Tyskland) | London Publik: 0 Domare: Felix Zwayer (Tyskland) |
| 21:00 | 21:00           |                                                      |                 |        | London Publik: 0 Domare: Felix Zwayer (Tyskland) | London Publik: 0 Domare: Felix Zwayer (Tyskland) |

|       | 24 november 2020 | Krasnodar     | 1 – 2           | Sevilla                     | Krasnodar Stadium                                      |                                                        |
| 18:55 | 18:55            | Wanderson 56′ | (0 – 1) Rapport | 4′ Ivan Rakitić 90+5′ Munir | Krasnodar Publik: 10 554 Domare: Marco Guida (Italien) | Krasnodar Publik: 10 554 Domare: Marco Guida (Italien) |
| 18:55 | 18:55            |               |                 |                             | Krasnodar Publik: 10 554 Domare: Marco Guida (Italien) | Krasnodar Publik: 10 554 Domare: Marco Guida (Italien) |
| 18:55 | 18:55            |               |                 |                             | Krasnodar Publik: 10 554 Domare: Marco Guida (Italien) | Krasnodar Publik: 10 554 Domare: Marco Guida (Italien) |

|       | 24 november 2020 | Rennes              | 1 – 2           | Chelsea                                     | Roazhon Park                                           |                                                        |
| 18:55 | 18:55            | Serhou Guirassy 85′ | (0 – 1) Rapport | 22′ Callum Hudson-Odoi 90+1′ Olivier Giroud | Rennes Publik: 0 Domare: Björn Kuipers (Nederländerna) | Rennes Publik: 0 Domare: Björn Kuipers (Nederländerna) |
| 18:55 | 18:55            |                     |                 |                                             | Rennes Publik: 0 Domare: Björn Kuipers (Nederländerna) | Rennes Publik: 0 Domare: Björn Kuipers (Nederländerna) |
| 18:55 | 18:55            |                     |                 |                                             | Rennes Publik: 0 Domare: Björn Kuipers (Nederländerna) | Rennes Publik: 0 Domare: Björn Kuipers (Nederländerna) |

|       | 2 december 2020 | Krasnodar       | 1 – 0           | Rennes | Krasnodar Stadium                                         |                                                           |
| 18:55 | 18:55           | Marcus Berg 71′ | (0 – 0) Rapport |        | Krasnodar Publik: 8 747 Domare: Willie Collum (Skottland) | Krasnodar Publik: 8 747 Domare: Willie Collum (Skottland) |
| 18:55 | 18:55           |                 |                 |        | Krasnodar Publik: 8 747 Domare: Willie Collum (Skottland) | Krasnodar Publik: 8 747 Domare: Willie Collum (Skottland) |
| 18:55 | 18:55           |                 |                 |        | Krasnodar Publik: 8 747 Domare: Willie Collum (Skottland) | Krasnodar Publik: 8 747 Domare: Willie Collum (Skottland) |

|       | 2 december 2020 | Sevilla | 0 – 4           | Chelsea                                 | Ramón Sánchez Pizjuán                                  |                                                        |
| 21:00 | 21:00           |         | (0 – 1) Rapport | 8′, 54′, 74′, 83′ (str.) Olivier Giroud | Sevilla Publik: 0 Domare: Artur Soares Dias (Portugal) | Sevilla Publik: 0 Domare: Artur Soares Dias (Portugal) |
| 21:00 | 21:00           |         |                 |                                         | Sevilla Publik: 0 Domare: Artur Soares Dias (Portugal) | Sevilla Publik: 0 Domare: Artur Soares Dias (Portugal) |
| 21:00 | 21:00           |         |                 |                                         | Sevilla Publik: 0 Domare: Artur Soares Dias (Portugal) | Sevilla Publik: 0 Domare: Artur Soares Dias (Portugal) |

|       | 8 december 2020 | Chelsea             | 1 – 1           | Krasnodar        | Stamford Bridge                                        |                                                        |
| 21:00 | 21:00           | Jorginho 28′ (str.) | (1 – 1) Rapport | 24′ Rémy Cabella | London Publik: 2 000 Domare: Pavel Královec (Tjeckien) | London Publik: 2 000 Domare: Pavel Královec (Tjeckien) |
| 21:00 | 21:00           |                     |                 |                  | London Publik: 2 000 Domare: Pavel Královec (Tjeckien) | London Publik: 2 000 Domare: Pavel Královec (Tjeckien) |
| 21:00 | 21:00           |                     |                 |                  | London Publik: 2 000 Domare: Pavel Královec (Tjeckien) | London Publik: 2 000 Domare: Pavel Královec (Tjeckien) |

|       | 8 december 2020 | Rennes                      | 1 – 3           | Sevilla                                       | Roazhon Park                                        |                                                     |
| 21:00 | 21:00           | Georginio Rutter 86′ (str.) | (0 – 2) Rapport | 32′ Jules Koundé 45+2′, 81′ Youssef En-Nesyri | Rennes Publik: 0 Domare: Bartosz Frankowski (Polen) | Rennes Publik: 0 Domare: Bartosz Frankowski (Polen) |
| 21:00 | 21:00           |                             |                 |                                               | Rennes Publik: 0 Domare: Bartosz Frankowski (Polen) | Rennes Publik: 0 Domare: Bartosz Frankowski (Polen) |
| 21:00 | 21:00           |                             |                 |                                               | Rennes Publik: 0 Domare: Bartosz Frankowski (Polen) | Rennes Publik: 0 Domare: Bartosz Frankowski (Polen) |

### Grupp F
| Nr | Lag                    | S | V | O | F | GM | IM | MS | P  |
| -- | ---------------------- | - | - | - | - | -- | -- | -- | -- |
| 1  | Borussia Dortmund      | 6 | 4 | 1 | 1 | 13 | 5  | +8 | 13 |
| 2  | Lazio                  | 6 | 2 | 4 | 0 | 11 | 7  | +4 | 10 |
| 3  | Club Brugge            | 6 | 2 | 2 | 2 | 8  | 10 | −2 | 8  |
| 4  | Zenit Sankt Petersburg | 6 | 0 | 1 | 5 | 4  | 13 | −9 | 1  |

|       | 20 oktober 2020 | Zenit Sankt Petersburg   | 1 – 2           | Club Brugge                                    | Krestovskij stadion                                                |                                                                    |
| 18:55 | 18:55           | Ethan Horvath 74′ (sjm.) | (0 – 0) Rapport | 63′ Emmanuel Dennis 90+3′ Charles De Ketelaere | Sankt Petersburg Publik: 16 682 Domare: Benoît Bastien (Frankrike) | Sankt Petersburg Publik: 16 682 Domare: Benoît Bastien (Frankrike) |
| 18:55 | 18:55           |                          |                 |                                                | Sankt Petersburg Publik: 16 682 Domare: Benoît Bastien (Frankrike) | Sankt Petersburg Publik: 16 682 Domare: Benoît Bastien (Frankrike) |
| 18:55 | 18:55           |                          |                 |                                                | Sankt Petersburg Publik: 16 682 Domare: Benoît Bastien (Frankrike) | Sankt Petersburg Publik: 16 682 Domare: Benoît Bastien (Frankrike) |

|       | 20 oktober 2020 | Lazio                                                              | 3 – 1           | Borussia Dortmund       | Stadio Olimpico                                      |                                                      |
| 21:00 | 21:00           | Ciro Immobile 6′ Marwin Hitz 23′ (sjm.) Jean-Daniel Akpa Akpro 76′ | (2 – 0) Rapport | 71′ Erling Braut Håland | Rom Publik: 1 000 Domare: Clément Turpin (Frankrike) | Rom Publik: 1 000 Domare: Clément Turpin (Frankrike) |
| 21:00 | 21:00           |                                                                    |                 |                         | Rom Publik: 1 000 Domare: Clément Turpin (Frankrike) | Rom Publik: 1 000 Domare: Clément Turpin (Frankrike) |
| 21:00 | 21:00           |                                                                    |                 |                         | Rom Publik: 1 000 Domare: Clément Turpin (Frankrike) | Rom Publik: 1 000 Domare: Clément Turpin (Frankrike) |

|       | 28 oktober 2020 | Borussia Dortmund                                 | 2 – 0           | Zenit Sankt Petersburg | Westfalenstadion                                         |                                                          |
| 21:00 | 21:00           | Jadon Sancho 78′ (str.) Erling Braut Håland 90+1′ | (0 – 0) Rapport |                        | Dortmund Publik: 0 Domare: Björn Kuipers (Nederländerna) | Dortmund Publik: 0 Domare: Björn Kuipers (Nederländerna) |
| 21:00 | 21:00           |                                                   |                 |                        | Dortmund Publik: 0 Domare: Björn Kuipers (Nederländerna) | Dortmund Publik: 0 Domare: Björn Kuipers (Nederländerna) |
| 21:00 | 21:00           |                                                   |                 |                        | Dortmund Publik: 0 Domare: Björn Kuipers (Nederländerna) | Dortmund Publik: 0 Domare: Björn Kuipers (Nederländerna) |

|       | 28 oktober 2020 | Club Brugge             | 1 – 1           | Lazio              | Jan Breydel Stadium                               |                                                   |
| 21:00 | 21:00           | Hans Vanaken 42′ (str.) | (1 – 1) Rapport | 14′ Joaquín Correa | Brygge Publik: 0 Domare: Anthony Taylor (England) | Brygge Publik: 0 Domare: Anthony Taylor (England) |
| 21:00 | 21:00           |                         |                 |                    | Brygge Publik: 0 Domare: Anthony Taylor (England) | Brygge Publik: 0 Domare: Anthony Taylor (England) |
| 21:00 | 21:00           |                         |                 |                    | Brygge Publik: 0 Domare: Anthony Taylor (England) | Brygge Publik: 0 Domare: Anthony Taylor (England) |

|       | 4 november 2020 | Zenit Sankt Petersburg | 1 – 1           | Lazio              | Krestovskij stadion                                                  |                                                                      |
| 18:55 | 18:55           | Aleksandr Yerokhin 32′ | (1 – 0) Rapport | 82′ Felipe Caicedo | Sankt Petersburg Publik: 17 427 Domare: Artur Soares Dias (Portugal) | Sankt Petersburg Publik: 17 427 Domare: Artur Soares Dias (Portugal) |
| 18:55 | 18:55           |                        |                 |                    | Sankt Petersburg Publik: 17 427 Domare: Artur Soares Dias (Portugal) | Sankt Petersburg Publik: 17 427 Domare: Artur Soares Dias (Portugal) |
| 18:55 | 18:55           |                        |                 |                    | Sankt Petersburg Publik: 17 427 Domare: Artur Soares Dias (Portugal) | Sankt Petersburg Publik: 17 427 Domare: Artur Soares Dias (Portugal) |

|       | 4 november 2020 | Club Brugge | 0 – 3           | Borussia Dortmund                               | Jan Breydel Stadium                                |                                                    |
| 21:00 | 21:00           |             | (0 – 3) Rapport | 14′ Thorgan Hazard 18′, 32′ Erling Braut Håland | Brygge Publik: 0 Domare: Damir Skomina (Slovenien) | Brygge Publik: 0 Domare: Damir Skomina (Slovenien) |
| 21:00 | 21:00           |             |                 |                                                 | Brygge Publik: 0 Domare: Damir Skomina (Slovenien) | Brygge Publik: 0 Domare: Damir Skomina (Slovenien) |
| 21:00 | 21:00           |             |                 |                                                 | Brygge Publik: 0 Domare: Damir Skomina (Slovenien) | Brygge Publik: 0 Domare: Damir Skomina (Slovenien) |

|       | 24 november 2020 | Lazio                                         | 3 – 1           | Zenit Sankt Petersburg | Stadio Olimpico                                |                                                |
| 21:00 | 21:00            | Ciro Immobile 3′, 55′ (str.) Marco Parolo 22′ | (2 – 1) Rapport | 25′ Artjom Dzjuba      | Rom Publik: 0 Domare: Michael Oliver (England) | Rom Publik: 0 Domare: Michael Oliver (England) |
| 21:00 | 21:00            |                                               |                 |                        | Rom Publik: 0 Domare: Michael Oliver (England) | Rom Publik: 0 Domare: Michael Oliver (England) |
| 21:00 | 21:00            |                                               |                 |                        | Rom Publik: 0 Domare: Michael Oliver (England) | Rom Publik: 0 Domare: Michael Oliver (England) |

|       | 24 november 2020 | Borussia Dortmund                             | 3 – 0           | Club Brugge | Westfalenstadion                                     |                                                      |
| 21:00 | 21:00            | Erling Braut Håland 18′, 60′ Jadon Sancho 45′ | (2 – 0) Rapport |             | Dortmund Publik: 0 Domare: Ivan Kružliak (Slovakien) | Dortmund Publik: 0 Domare: Ivan Kružliak (Slovakien) |
| 21:00 | 21:00            |                                               |                 |             | Dortmund Publik: 0 Domare: Ivan Kružliak (Slovakien) | Dortmund Publik: 0 Domare: Ivan Kružliak (Slovakien) |
| 21:00 | 21:00            |                                               |                 |             | Dortmund Publik: 0 Domare: Ivan Kružliak (Slovakien) | Dortmund Publik: 0 Domare: Ivan Kružliak (Slovakien) |

|       | 2 december 2020 | Borussia Dortmund     | 1 – 1           | Lazio                    | Westfalenstadion                                         |                                                          |
| 21:00 | 21:00           | Raphaël Guerreiro 44′ | (1 – 0) Rapport | 67′ (str.) Ciro Immobile | Dortmund Publik: 0 Domare: Antonio Mateu Lahoz (Spanien) | Dortmund Publik: 0 Domare: Antonio Mateu Lahoz (Spanien) |
| 21:00 | 21:00           |                       |                 |                          | Dortmund Publik: 0 Domare: Antonio Mateu Lahoz (Spanien) | Dortmund Publik: 0 Domare: Antonio Mateu Lahoz (Spanien) |
| 21:00 | 21:00           |                       |                 |                          | Dortmund Publik: 0 Domare: Antonio Mateu Lahoz (Spanien) | Dortmund Publik: 0 Domare: Antonio Mateu Lahoz (Spanien) |

|       | 2 december 2020 | Club Brugge                                                   | 3 – 0           | Zenit Sankt Petersburg | Jan Breydel Stadium                                       |                                                           |
| 21:00 | 21:00           | Charles De Ketelaere 33′ Hans Vanaken 58′ (str.) Noa Lang 73′ | (1 – 0) Rapport |                        | Brygge Publik: 0 Domare: Serdar Gözübüyük (Nederländerna) | Brygge Publik: 0 Domare: Serdar Gözübüyük (Nederländerna) |
| 21:00 | 21:00           |                                                               |                 |                        | Brygge Publik: 0 Domare: Serdar Gözübüyük (Nederländerna) | Brygge Publik: 0 Domare: Serdar Gözübüyük (Nederländerna) |
| 21:00 | 21:00           |                                                               |                 |                        | Brygge Publik: 0 Domare: Serdar Gözübüyük (Nederländerna) | Brygge Publik: 0 Domare: Serdar Gözübüyük (Nederländerna) |

|       | 8 december 2020 | Zenit Sankt Petersburg | 1 – 2           | Borussia Dortmund                   | Krestovskij stadion                                              |                                                                  |
| 18:55 | 18:55           | Sebastián Driussi 16′  | (1 – 0) Rapport | 68′ Łukasz Piszczek 78′ Axel Witsel | Sankt Petersburg Publik: 10 860 Domare: István Kovács (Rumänien) | Sankt Petersburg Publik: 10 860 Domare: István Kovács (Rumänien) |
| 18:55 | 18:55           |                        |                 |                                     | Sankt Petersburg Publik: 10 860 Domare: István Kovács (Rumänien) | Sankt Petersburg Publik: 10 860 Domare: István Kovács (Rumänien) |
| 18:55 | 18:55           |                        |                 |                                     | Sankt Petersburg Publik: 10 860 Domare: István Kovács (Rumänien) | Sankt Petersburg Publik: 10 860 Domare: István Kovács (Rumänien) |

|       | 8 december 2020 | Lazio                                       | 2 – 2           | Club Brugge                      | Stadio Olimpico                              |                                              |
| 18:55 | 18:55           | Joaquín Correa 12′ Ciro Immobile 27′ (str.) | (2 – 1) Rapport | 15′ Ruud Vormer 76′ Hans Vanaken | Rom Publik: 0 Domare: Cüneyt Çakır (Turkiet) | Rom Publik: 0 Domare: Cüneyt Çakır (Turkiet) |
| 18:55 | 18:55           |                                             |                 |                                  | Rom Publik: 0 Domare: Cüneyt Çakır (Turkiet) | Rom Publik: 0 Domare: Cüneyt Çakır (Turkiet) |
| 18:55 | 18:55           |                                             |                 |                                  | Rom Publik: 0 Domare: Cüneyt Çakır (Turkiet) | Rom Publik: 0 Domare: Cüneyt Çakır (Turkiet) |

### Grupp G
| Nr | Lag         | S | V | O | F | GM | IM | MS  | P  |
| -- | ----------- | - | - | - | - | -- | -- | --- | -- |
| 1  | Juventus    | 6 | 5 | 0 | 1 | 14 | 4  | +10 | 15 |
| 2  | Barcelona   | 6 | 5 | 0 | 1 | 16 | 5  | +11 | 15 |
| 3  | Dynamo Kiev | 6 | 1 | 1 | 4 | 4  | 13 | −9  | 4  |
| 4  | Ferencváros | 6 | 0 | 1 | 5 | 5  | 17 | −12 | 1  |

|       | 20 oktober 2020 | Dynamo Kiev | 0 – 2           | Juventus               | Kievs olympiastadion                                  |                                                       |
| 18:55 | 18:55           |             | (0 – 0) Rapport | 46′, 84′ Álvaro Morata | Kiev Publik: 14 850 Domare: Ovidiu Hațegan (Rumänien) | Kiev Publik: 14 850 Domare: Ovidiu Hațegan (Rumänien) |
| 18:55 | 18:55           |             |                 |                        | Kiev Publik: 14 850 Domare: Ovidiu Hațegan (Rumänien) | Kiev Publik: 14 850 Domare: Ovidiu Hațegan (Rumänien) |
| 18:55 | 18:55           |             |                 |                        | Kiev Publik: 14 850 Domare: Ovidiu Hațegan (Rumänien) | Kiev Publik: 14 850 Domare: Ovidiu Hațegan (Rumänien) |

|       | 20 oktober 2020 | Barcelona                                                                                 | 5 – 1           | Ferencváros              | Camp Nou                                             |                                                      |
| 21:00 | 21:00           | Lionel Messi 27′ (str.) Ansu Fati 42′ Philippe Coutinho 52′ Pedri 82′ Ousmane Dembélé 89′ | (2 – 0) Rapport | 70′ (str.) Ihor Kharatin | Barcelona Publik: 0 Domare: Sandro Schärer (Schweiz) | Barcelona Publik: 0 Domare: Sandro Schärer (Schweiz) |
| 21:00 | 21:00           |                                                                                           |                 |                          | Barcelona Publik: 0 Domare: Sandro Schärer (Schweiz) | Barcelona Publik: 0 Domare: Sandro Schärer (Schweiz) |
| 21:00 | 21:00           |                                                                                           |                 |                          | Barcelona Publik: 0 Domare: Sandro Schärer (Schweiz) | Barcelona Publik: 0 Domare: Sandro Schärer (Schweiz) |

|       | 28 oktober 2020 | Juventus | 0 – 2           | Barcelona                                     | Juventus Stadium                                       |                                                        |
| 21:00 | 21:00           |          | (0 – 1) Rapport | 14′ Ousmane Dembélé 90+1′ (str.) Lionel Messi | Turin Publik: 0 Domare: Danny Makkelie (Nederländerna) | Turin Publik: 0 Domare: Danny Makkelie (Nederländerna) |
| 21:00 | 21:00           |          |                 |                                               | Turin Publik: 0 Domare: Danny Makkelie (Nederländerna) | Turin Publik: 0 Domare: Danny Makkelie (Nederländerna) |
| 21:00 | 21:00           |          |                 |                                               | Turin Publik: 0 Domare: Danny Makkelie (Nederländerna) | Turin Publik: 0 Domare: Danny Makkelie (Nederländerna) |

|       | 28 oktober 2020 | Ferencváros                      | 2 – 2           | Dynamo Kiev                                    | Groupama Arena                                           |                                                          |
| 21:00 | 21:00           | Tokmac Nguen 59′ Franck Boli 90′ | (0 – 2) Rapport | 28′ (str.) Viktor Tsyhankov 41′ Carlos de Pena | Budapest Publik: 6 171 Domare: Ivan Kružliak (Slovakien) | Budapest Publik: 6 171 Domare: Ivan Kružliak (Slovakien) |
| 21:00 | 21:00           |                                  |                 |                                                | Budapest Publik: 6 171 Domare: Ivan Kružliak (Slovakien) | Budapest Publik: 6 171 Domare: Ivan Kružliak (Slovakien) |
| 21:00 | 21:00           |                                  |                 |                                                | Budapest Publik: 6 171 Domare: Ivan Kružliak (Slovakien) | Budapest Publik: 6 171 Domare: Ivan Kružliak (Slovakien) |

|       | 4 november 2020 | Barcelona                               | 2 – 1           | Dynamo Kiev          | Camp Nou                                             |                                                      |
| 21:00 | 21:00           | Lionel Messi 5′ (str.) Gerard Piqué 65′ | (1 – 0) Rapport | 75′ Viktor Tsyhankov | Barcelona Publik: 0 Domare: Michael Oliver (England) | Barcelona Publik: 0 Domare: Michael Oliver (England) |
| 21:00 | 21:00           |                                         |                 |                      | Barcelona Publik: 0 Domare: Michael Oliver (England) | Barcelona Publik: 0 Domare: Michael Oliver (England) |
| 21:00 | 21:00           |                                         |                 |                      | Barcelona Publik: 0 Domare: Michael Oliver (England) | Barcelona Publik: 0 Domare: Michael Oliver (England) |

|       | 4 november 2020 | Ferencváros     | 1 – 4           | Juventus                                                      | Puskás Aréna                                           |                                                        |
| 21:00 | 21:00           | Franck Boli 90′ | (0 – 1) Rapport | 7′, 60′ Álvaro Morata 73′ Paulo Dybala 81′ (sjm.) Lasha Dvali | Budapest Publik: 18 531 Domare: Orel Grinfeld (Israel) | Budapest Publik: 18 531 Domare: Orel Grinfeld (Israel) |
| 21:00 | 21:00           |                 |                 |                                                               | Budapest Publik: 18 531 Domare: Orel Grinfeld (Israel) | Budapest Publik: 18 531 Domare: Orel Grinfeld (Israel) |
| 21:00 | 21:00           |                 |                 |                                                               | Budapest Publik: 18 531 Domare: Orel Grinfeld (Israel) | Budapest Publik: 18 531 Domare: Orel Grinfeld (Israel) |

|       | 24 november 2020 | Dynamo Kiev | 0 – 4           | Barcelona                                                                   | Kievs olympiastadion                         |                                              |
| 21:00 | 21:00            |             | (0 – 0) Rapport | 52′ Sergiño Dest 57′, 70′ (str.) Martin Braithwaite 90+2′ Antoine Griezmann | Kiev Publik: 0 Domare: Matej Jug (Slovenien) | Kiev Publik: 0 Domare: Matej Jug (Slovenien) |
| 21:00 | 21:00            |             |                 |                                                                             | Kiev Publik: 0 Domare: Matej Jug (Slovenien) | Kiev Publik: 0 Domare: Matej Jug (Slovenien) |
| 21:00 | 21:00            |             |                 |                                                                             | Kiev Publik: 0 Domare: Matej Jug (Slovenien) | Kiev Publik: 0 Domare: Matej Jug (Slovenien) |

|       | 24 november 2020 | Juventus                                  | 2 – 1           | Ferencváros     | Juventus Stadium                                  |                                                   |
| 21:00 | 21:00            | Cristiano Ronaldo 35′ Álvaro Morata 90+2′ | (1 – 1) Rapport | 19′ Myrto Uzuni | Turin Publik: 0 Domare: Daniel Siebert (Tyskland) | Turin Publik: 0 Domare: Daniel Siebert (Tyskland) |
| 21:00 | 21:00            |                                           |                 |                 | Turin Publik: 0 Domare: Daniel Siebert (Tyskland) | Turin Publik: 0 Domare: Daniel Siebert (Tyskland) |
| 21:00 | 21:00            |                                           |                 |                 | Turin Publik: 0 Domare: Daniel Siebert (Tyskland) | Turin Publik: 0 Domare: Daniel Siebert (Tyskland) |

|       | 2 december 2020 | Juventus                                                    | 3 – 0           | Dynamo Kiev | Juventus Stadium                                       |                                                        |
| 21:00 | 21:00           | Federico Chiesa 21′ Cristiano Ronaldo 57′ Álvaro Morata 66′ | (1 – 0) Rapport |             | Turin Publik: 0 Domare: Stéphanie Frappart (Frankrike) | Turin Publik: 0 Domare: Stéphanie Frappart (Frankrike) |
| 21:00 | 21:00           |                                                             |                 |             | Turin Publik: 0 Domare: Stéphanie Frappart (Frankrike) | Turin Publik: 0 Domare: Stéphanie Frappart (Frankrike) |
| 21:00 | 21:00           |                                                             |                 |             | Turin Publik: 0 Domare: Stéphanie Frappart (Frankrike) | Turin Publik: 0 Domare: Stéphanie Frappart (Frankrike) |

|       | 2 december 2020 | Ferencváros | 0 – 3           | Barcelona                                                               | Puskás Aréna                                          |                                                       |
| 21:00 | 21:00           |             | (0 – 3) Rapport | 14′ Antoine Griezmann 21′ Martin Braithwaite 28′ (str.) Ousmane Dembélé | Budapest Publik: 0 Domare: Aleksei Kulbakov (Belarus) | Budapest Publik: 0 Domare: Aleksei Kulbakov (Belarus) |
| 21:00 | 21:00           |             |                 |                                                                         | Budapest Publik: 0 Domare: Aleksei Kulbakov (Belarus) | Budapest Publik: 0 Domare: Aleksei Kulbakov (Belarus) |
| 21:00 | 21:00           |             |                 |                                                                         | Budapest Publik: 0 Domare: Aleksei Kulbakov (Belarus) | Budapest Publik: 0 Domare: Aleksei Kulbakov (Belarus) |

|       | 8 december 2020 | Barcelona | 0 – 3           | Juventus                                                     | Camp Nou                                              |                                                       |
| 21:00 | 21:00           |           | (0 – 2) Rapport | 13′ (str.), 52′ (str.) Cristiano Ronaldo 20′ Weston McKennie | Barcelona Publik: 0 Domare: Tobias Stieler (Tyskland) | Barcelona Publik: 0 Domare: Tobias Stieler (Tyskland) |
| 21:00 | 21:00           |           |                 |                                                              | Barcelona Publik: 0 Domare: Tobias Stieler (Tyskland) | Barcelona Publik: 0 Domare: Tobias Stieler (Tyskland) |
| 21:00 | 21:00           |           |                 |                                                              | Barcelona Publik: 0 Domare: Tobias Stieler (Tyskland) | Barcelona Publik: 0 Domare: Tobias Stieler (Tyskland) |

|       | 8 december 2020 | Dynamo Kiev     | 1 – 0           | Ferencváros | Kievs olympiastadion                            |                                                 |
| 21:00 | 21:00           | Denys Popov 60′ | (0 – 0) Rapport |             | Kiev Publik: 0 Domare: Andreas Ekberg (Sverige) | Kiev Publik: 0 Domare: Andreas Ekberg (Sverige) |
| 21:00 | 21:00           |                 |                 |             | Kiev Publik: 0 Domare: Andreas Ekberg (Sverige) | Kiev Publik: 0 Domare: Andreas Ekberg (Sverige) |
| 21:00 | 21:00           |                 |                 |             | Kiev Publik: 0 Domare: Andreas Ekberg (Sverige) | Kiev Publik: 0 Domare: Andreas Ekberg (Sverige) |

### Grupp H
| Nr | Lag                 | S | V | O | F | GM | IM | MS  | P  |
| -- | ------------------- | - | - | - | - | -- | -- | --- | -- |
| 1  | Paris Saint-Germain | 6 | 4 | 0 | 2 | 13 | 6  | +7  | 12 |
| 2  | RB Leipzig          | 6 | 4 | 0 | 2 | 11 | 12 | −1  | 12 |
| 3  | Manchester United   | 6 | 3 | 0 | 3 | 15 | 10 | +5  | 9  |
| 4  | İstanbul Başakşehir | 6 | 1 | 0 | 5 | 7  | 18 | −11 | 3  |

|       | 20 oktober 2020 | Paris Saint-Germain        | 1 – 2           | Manchester United                              | Parc des Princes                                      |                                                       |
| 21:00 | 21:00           | Anthony Martial 55′ (sjm.) | (0 – 1) Rapport | 23′ (str.) Bruno Fernandes 87′ Marcus Rashford | Paris Publik: 0 Domare: Antonio Mateu Lahoz (Spanien) | Paris Publik: 0 Domare: Antonio Mateu Lahoz (Spanien) |
| 21:00 | 21:00           |                            |                 |                                                | Paris Publik: 0 Domare: Antonio Mateu Lahoz (Spanien) | Paris Publik: 0 Domare: Antonio Mateu Lahoz (Spanien) |
| 21:00 | 21:00           |                            |                 |                                                | Paris Publik: 0 Domare: Antonio Mateu Lahoz (Spanien) | Paris Publik: 0 Domare: Antonio Mateu Lahoz (Spanien) |

|       | 20 oktober 2020 | RB Leipzig        | 2 – 0           | İstanbul Başakşehir | Red Bull Arena                                          |                                                         |
| 21:00 | 21:00           | Angeliño 16′, 20′ | (2 – 0) Rapport |                     | Leipzig Publik: 999 Domare: Jesús Gil Manzano (Spanien) | Leipzig Publik: 999 Domare: Jesús Gil Manzano (Spanien) |
| 21:00 | 21:00           |                   |                 |                     | Leipzig Publik: 999 Domare: Jesús Gil Manzano (Spanien) | Leipzig Publik: 999 Domare: Jesús Gil Manzano (Spanien) |
| 21:00 | 21:00           |                   |                 |                     | Leipzig Publik: 999 Domare: Jesús Gil Manzano (Spanien) | Leipzig Publik: 999 Domare: Jesús Gil Manzano (Spanien) |

|       | 28 oktober 2020 | İstanbul Başakşehir | 0 – 2           | Paris Saint-Germain | Başakşehir Fatih Terim Stadium                        |                                                       |
| 18:55 | 18:55           |                     | (0 – 0) Rapport | 64′, 79′ Moise Kean | Istanbul Publik: 350 Domare: Andreas Ekberg (Sverige) | Istanbul Publik: 350 Domare: Andreas Ekberg (Sverige) |
| 18:55 | 18:55           |                     |                 |                     | Istanbul Publik: 350 Domare: Andreas Ekberg (Sverige) | Istanbul Publik: 350 Domare: Andreas Ekberg (Sverige) |
| 18:55 | 18:55           |                     |                 |                     | Istanbul Publik: 350 Domare: Andreas Ekberg (Sverige) | Istanbul Publik: 350 Domare: Andreas Ekberg (Sverige) |

|       | 28 oktober 2020 | Manchester United                                                              | 5 – 0           | RB Leipzig | Old Trafford                                         |                                                      |
| 21:00 | 21:00           | Mason Greenwood 21′ Marcus Rashford 74′, 78′, 90+2′ Anthony Martial 87′ (str.) | (1 – 0) Rapport |            | Manchester Publik: 577 Domare: Matej Jug (Slovenien) | Manchester Publik: 577 Domare: Matej Jug (Slovenien) |
| 21:00 | 21:00           |                                                                                |                 |            | Manchester Publik: 577 Domare: Matej Jug (Slovenien) | Manchester Publik: 577 Domare: Matej Jug (Slovenien) |
| 21:00 | 21:00           |                                                                                |                 |            | Manchester Publik: 577 Domare: Matej Jug (Slovenien) | Manchester Publik: 577 Domare: Matej Jug (Slovenien) |

|       | 4 november 2020 | İstanbul Başakşehir         | 2 – 1           | Manchester United   | Başakşehir Fatih Terim Stadium                      |                                                     |
| 18:55 | 18:55           | Demba Ba 13′ Edin Višća 40′ | (2 – 1) Rapport | 43′ Anthony Martial | Istanbul Publik: 350 Domare: Davide Massa (Italien) | Istanbul Publik: 350 Domare: Davide Massa (Italien) |
| 18:55 | 18:55           |                             |                 |                     | Istanbul Publik: 350 Domare: Davide Massa (Italien) | Istanbul Publik: 350 Domare: Davide Massa (Italien) |
| 18:55 | 18:55           |                             |                 |                     | Istanbul Publik: 350 Domare: Davide Massa (Italien) | Istanbul Publik: 350 Domare: Davide Massa (Italien) |

|       | 4 november 2020 | RB Leipzig                                      | 2 – 1           | Paris Saint-Germain | Red Bull Arena                                     |                                                    |
| 21:00 | 21:00           | Christopher Nkunku 42′ Emil Forsberg 57′ (str.) | (1 – 1) Rapport | 6′ Ángel Di María   | Leipzig Publik: 0 Domare: Szymon Marciniak (Polen) | Leipzig Publik: 0 Domare: Szymon Marciniak (Polen) |
| 21:00 | 21:00           |                                                 |                 |                     | Leipzig Publik: 0 Domare: Szymon Marciniak (Polen) | Leipzig Publik: 0 Domare: Szymon Marciniak (Polen) |
| 21:00 | 21:00           |                                                 |                 |                     | Leipzig Publik: 0 Domare: Szymon Marciniak (Polen) | Leipzig Publik: 0 Domare: Szymon Marciniak (Polen) |

|       | 24 november 2020 | Manchester United                                                     | 4 – 1           | İstanbul Başakşehir | Old Trafford                                             |                                                          |
| 21:00 | 21:00            | Bruno Fernandes 7′, 19′ Marcus Rashford 35′ (str.) Daniel James 90+2′ | (3 – 0) Rapport | 75′ Deniz Türüç     | Manchester Publik: 545 Domare: Ovidiu Hațegan (Rumänien) | Manchester Publik: 545 Domare: Ovidiu Hațegan (Rumänien) |
| 21:00 | 21:00            |                                                                       |                 |                     | Manchester Publik: 545 Domare: Ovidiu Hațegan (Rumänien) | Manchester Publik: 545 Domare: Ovidiu Hațegan (Rumänien) |
| 21:00 | 21:00            |                                                                       |                 |                     | Manchester Publik: 545 Domare: Ovidiu Hațegan (Rumänien) | Manchester Publik: 545 Domare: Ovidiu Hațegan (Rumänien) |

|       | 24 november 2020 | Paris Saint-Germain | 1 – 0           | RB Leipzig | Parc des Princes                                       |                                                        |
| 21:00 | 21:00            | Neymar 11′ (str.)   | (1 – 0) Rapport |            | Paris Publik: 0 Domare: Danny Makkelie (Nederländerna) | Paris Publik: 0 Domare: Danny Makkelie (Nederländerna) |
| 21:00 | 21:00            |                     |                 |            | Paris Publik: 0 Domare: Danny Makkelie (Nederländerna) | Paris Publik: 0 Domare: Danny Makkelie (Nederländerna) |
| 21:00 | 21:00            |                     |                 |            | Paris Publik: 0 Domare: Danny Makkelie (Nederländerna) | Paris Publik: 0 Domare: Danny Makkelie (Nederländerna) |

|       | 2 december 2020 | İstanbul Başakşehir           | 3 – 4           | RB Leipzig                                                                 | Başakşehir Fatih Terim Stadium                               |                                                              |
| 18:55 | 18:55           | İrfan Kahveci 45+3′, 72′, 85′ | (1 – 2) Rapport | 26′ Yussuf Poulsen 43′ Nordi Mukiele 66′ Dani Olmo 90+2′ Alexander Sørloth | Istanbul Publik: 0 Domare: Carlos del Cerro Grande (Spanien) | Istanbul Publik: 0 Domare: Carlos del Cerro Grande (Spanien) |
| 18:55 | 18:55           |                               |                 |                                                                            | Istanbul Publik: 0 Domare: Carlos del Cerro Grande (Spanien) | Istanbul Publik: 0 Domare: Carlos del Cerro Grande (Spanien) |
| 18:55 | 18:55           |                               |                 |                                                                            | Istanbul Publik: 0 Domare: Carlos del Cerro Grande (Spanien) | Istanbul Publik: 0 Domare: Carlos del Cerro Grande (Spanien) |

|       | 2 december 2020 | Manchester United   | 1 – 3           | Paris Saint-Germain             | Old Trafford                                            |                                                         |
| 21:00 | 21:00           | Marcus Rashford 32′ | (1 – 1) Rapport | 6′, 90+1′ Neymar 69′ Marquinhos | Manchester Publik: 638 Domare: Daniele Orsato (Italien) | Manchester Publik: 638 Domare: Daniele Orsato (Italien) |
| 21:00 | 21:00           |                     |                 |                                 | Manchester Publik: 638 Domare: Daniele Orsato (Italien) | Manchester Publik: 638 Domare: Daniele Orsato (Italien) |
| 21:00 | 21:00           |                     |                 |                                 | Manchester Publik: 638 Domare: Daniele Orsato (Italien) | Manchester Publik: 638 Domare: Daniele Orsato (Italien) |

|       | 8 december 2020 | Paris Saint-Germain                                | 5 – 1           | İstanbul Başakşehir | Parc des Princes                                                                     |                                                                                      |
| 21:00 | 21:00           | Neymar 21′, 38′, 50′ Kylian Mbappé 42′ (str.), 62′ | (3 – 0) Rapport | 57′ Mehmet Topal    | Paris Publik: 0 Domare: Ovidiu Hațegan (Rumänien) och Danny Makkelie (Nederländerna) | Paris Publik: 0 Domare: Ovidiu Hațegan (Rumänien) och Danny Makkelie (Nederländerna) |
| 21:00 | 21:00           |                                                    |                 |                     | Paris Publik: 0 Domare: Ovidiu Hațegan (Rumänien) och Danny Makkelie (Nederländerna) | Paris Publik: 0 Domare: Ovidiu Hațegan (Rumänien) och Danny Makkelie (Nederländerna) |
| 21:00 | 21:00           |                                                    |                 |                     | Paris Publik: 0 Domare: Ovidiu Hațegan (Rumänien) och Danny Makkelie (Nederländerna) | Paris Publik: 0 Domare: Ovidiu Hațegan (Rumänien) och Danny Makkelie (Nederländerna) |

|       | 8 december 2020 | RB Leipzig                                         | 3 – 2           | Manchester United                                     | Red Bull Arena, Leipzig                         |                                                 |
| 21:00 | 21:00           | Angeliño 2′ Amadou Haidara 13′ Justin Kluivert 69′ | (2 – 0) Rapport | 80′ (str.) Bruno Fernandes 82′ (sjm.) Ibrahima Konaté | Publik: 0 Domare: Antonio Mateu Lahoz (Spanien) | Publik: 0 Domare: Antonio Mateu Lahoz (Spanien) |
| 21:00 | 21:00           |                                                    |                 |                                                       | Publik: 0 Domare: Antonio Mateu Lahoz (Spanien) | Publik: 0 Domare: Antonio Mateu Lahoz (Spanien) |
| 21:00 | 21:00           |                                                    |                 |                                                       | Publik: 0 Domare: Antonio Mateu Lahoz (Spanien) | Publik: 0 Domare: Antonio Mateu Lahoz (Spanien) |